# Форт Браг (Калифорнија)
Форт Браг (енгл. Fort Bragg) град је у америчкој савезној држави Калифорнија. По попису становништва из 2010. у њему је живело 7.273 становника.

## Демографија
Према попису становништва из 2010. у граду је живело 7.273 становника, што је 247 (3,5%) становника више него 2000. године.
| Група             | 2000.         | 2010.         |
| Белци             | 4.983 (70,9%) | 4.491 (61,7%) |
| Афроамериканци    | 73 (1,0%)     | 51 (0,7%)     |
| Азијати           | 62 (0,9%)     | 108 (1,5%)    |
| Хиспаноамериканци | 1.596 (22,7%) | 2.313 (31,8%) |
| Укупно            | 7.026         | 7.273         |